# Bonaparte bezoekt de pestlijders van Jaffa (11 maart 1799)
Bonaparte bezoekt de pestlijders van Jaffa (11 maart 1799) (Frans: Bonaparte visitant les pestiférés de Jaffa (11 mars 1799)) is een schilderij van Antoine-Jean Gros uit 1804. Sinds 1835 maakt het deel uit van de collectie van het Louvre in Parijs.

## Geschiedenis
Het schilderij werd in opdracht van Napoleon Bonaparte gemaakt om een episode uit de Franse veldtocht in Egypte en Syrië (1798-1801) te verbeelden. Vanaf januari 1799 brak er een pestepidemie uit onder de Franse soldaten. Na het beleg van Jaffa in maart 1799 werden de zieke soldaten ondergebracht in het Sint-Nicolaasklooster in die stad. Napoleon bezocht hen daar op 11 maart.
Het schilderij had een duidelijke propagandafunctie. Napoleon wilde zijn imago verbeteren na geruchten over de executie van duizenden krijgsgevangenen in Jaffa en zijn voorstel om zieke soldaten een dodelijke dosis opium te geven. De historische nauwkeurigheid van het schilderij is niet duidelijk. Sommige ooggetuigenverslagen van de veldtocht vermelden het incident niet, of beschrijven hoe Napoleon snel het lazaret overstak. Dokter Desgenettes, die op het schilderij naast Napoleon staat afgebeeld, beschreef echter dat Napoleon had geholpen om een zieke soldaat te verplaatsen.
Vivant Denon, die voor hij directeur van het Louvre werd, deelnam aan de veldtocht in Egypte, begeleidde Gros tijdens het schilderen. Het schilderij was te zien op de Salon van 1804.

## Voorstelling
Het schilderij laat zien hoe Napoleon het Sint-Nicolaasklooster bezoekt. Hij raakt een van de pestlijders aan, een daad die in die tijd als zeer riskant werd beschouwd. Pas in 1898 werd duidelijk dat de pest door vlooien werd overgedragen en iedereen in de buurt van een zieke risico liep. 
De compositie van het schilderij is dramatisch, met een sterk contrast tussen licht en donker. Napoleon staat centraal, omringd door zieke en stervende soldaten. Aan de linkerkant delen mannen brood uit, terwijl iets achter hen twee zwarte mannen een lijk op een brancard wegdragen. De peinzende man op de voorgrond doet denken aan een van de verdoemden uit Michelangelo's Laatste Oordeel. Aan de rechterkant behandelt een Arabische arts een zieke soldaat. Hij snijdt de builen open, in die tijd een gebruikelijke behandeling, die echter niet bijdraagt aan de genezing. Rechts staat een zieke man met een blinddoek voor de ogen. Sinds de aankomst van het leger in Egypte in juli 1798, hadden verschillende Fransen ernstige oogproblemen gekregen door het zand, stof en het extreme licht van de zon. Op de achtergrond zijn de muren van Jaffa te zien, met een Franse vlag die boven de stad wappert.
In de structuur van de bogen die de scène verdelen vertoont het schilderij overeenkomsten met De eed van de Horatii (1784) van Jacques-Louis David, Gros' leermeester. Bonaparte bezoekt de pestlijders van Jaffa (11 maart 1799) is geen neoclassicistisch werk, maar een vroeg voorbeeld van de romantische schilderkunst, een stroming die de nadruk legde op emotie, drama en het heroïsche. Gros maakte gebruik van een dramatische compositie, een sterk contrast tussen licht en donker en expressieve gezichten en gebaren om de emotionele impact van de scène te versterken.
De belichting van Gros wekt de indruk dat de mannen in de buurt van Napoleon weer tot leven komen, terwijl de anderen in duisternis gedompeld blijven. De schilder trekt zo een parallel met de iconografie van de genezende Christus. De houding van Napoleon kan ook doen denken aan die van de Apollo van Belvedère, die enkele jaren eerder uit Italië meegenomen was.

## Afbeeldingen

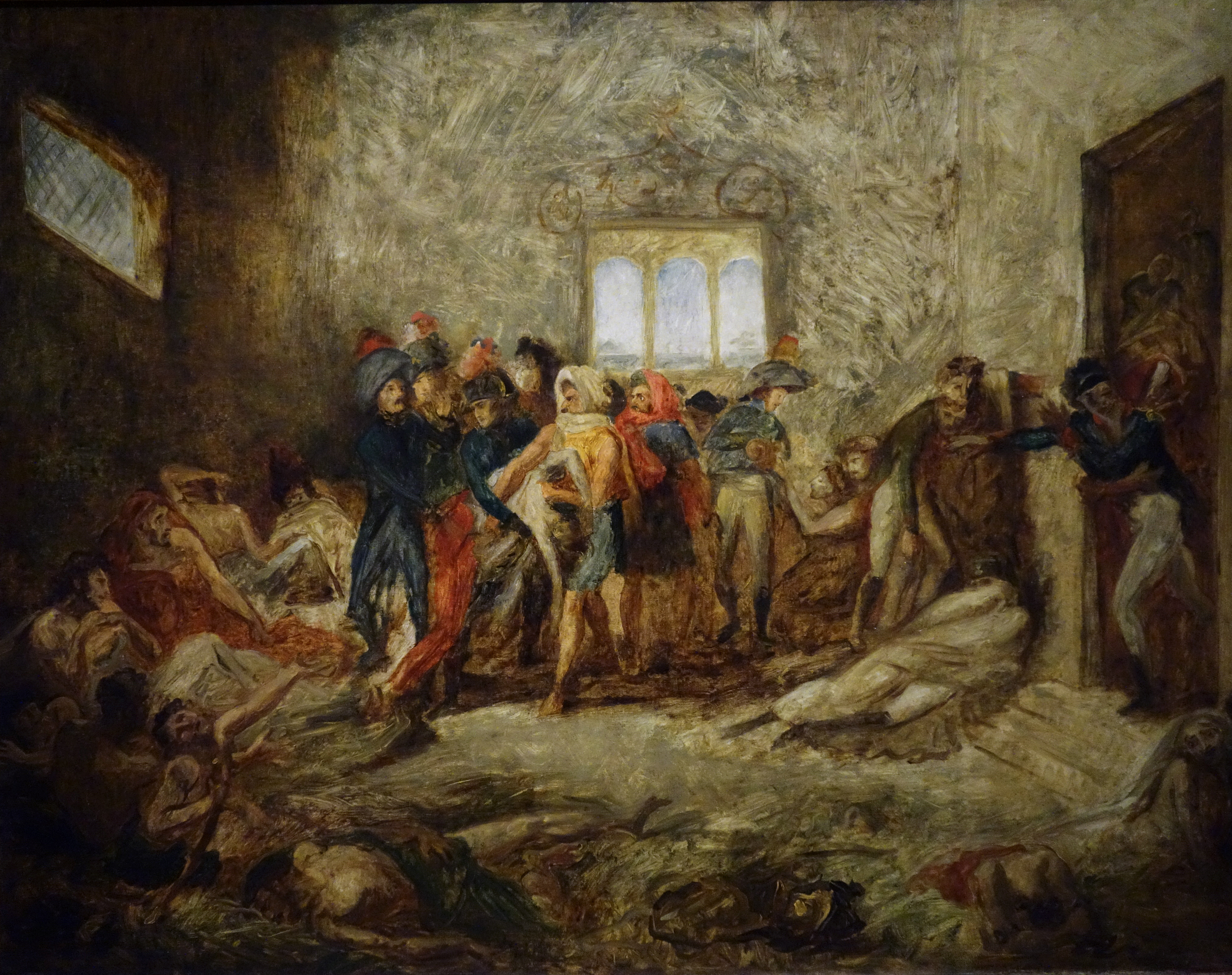
Voorbereidende studie
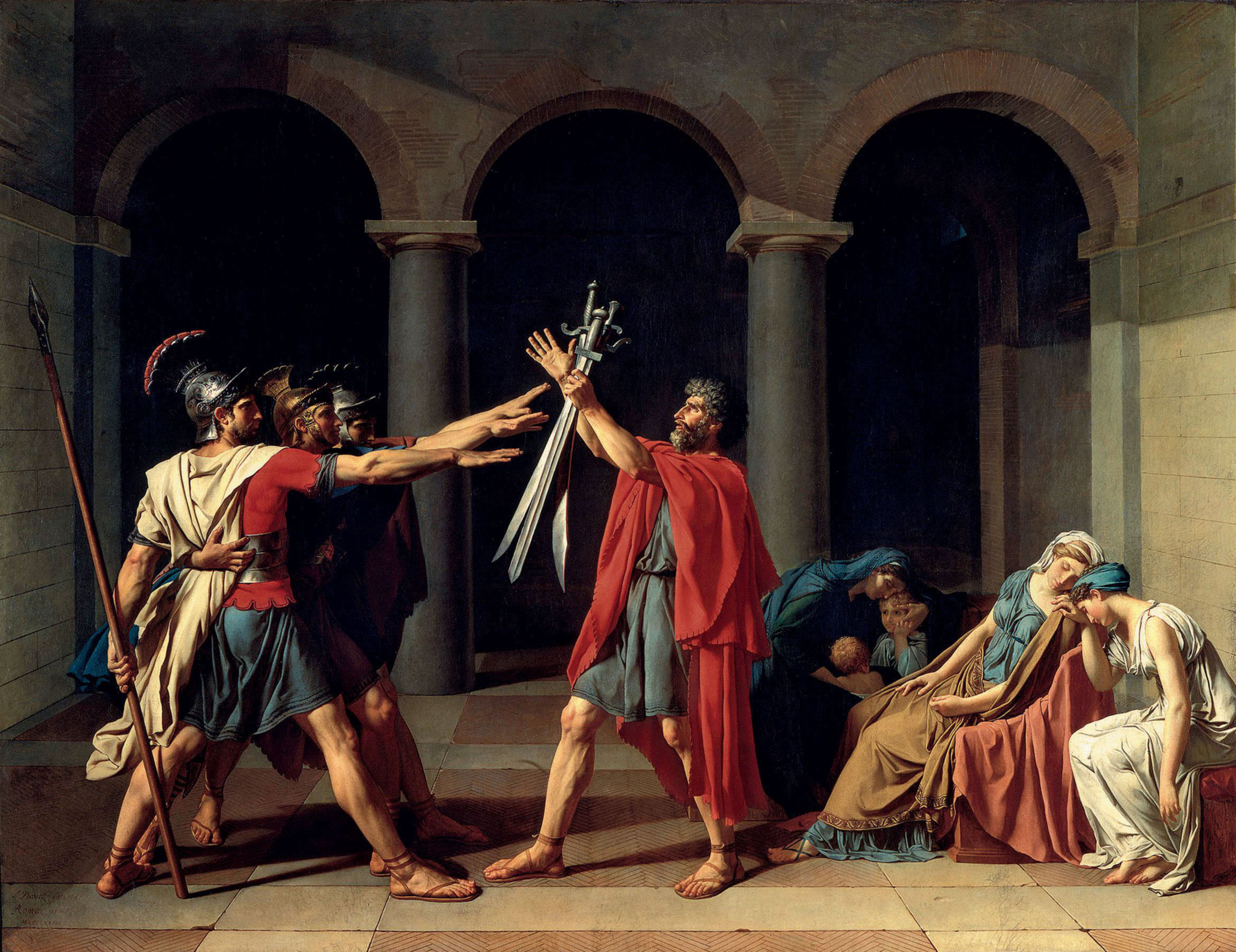
De eed van de Horatii - Jacques-Louis David
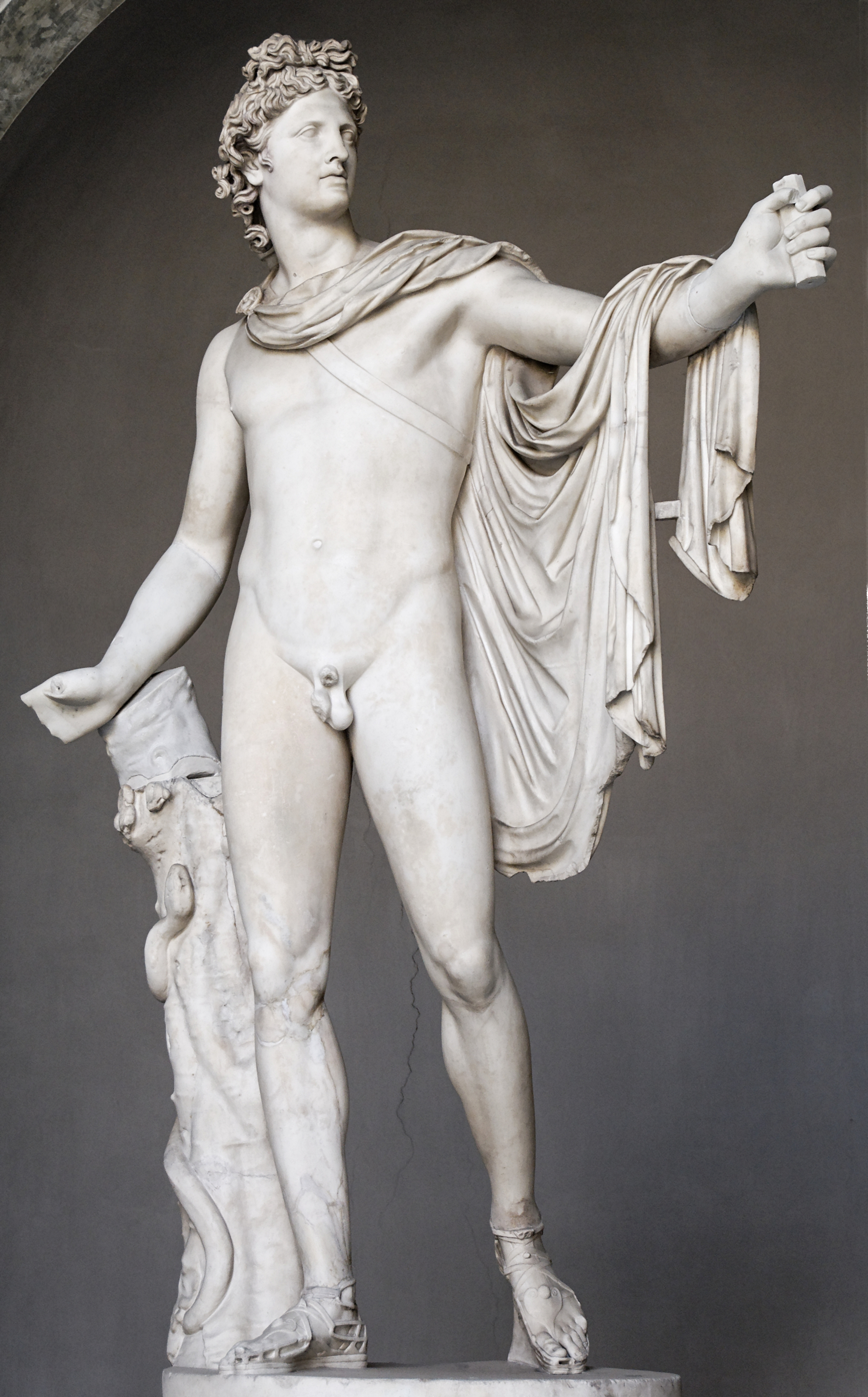
Apollo van Belvedère